# Evolvulus
Genre
Evolvulus est un genre de végétaux annuels ou vivaces de la famille des Convolvulaceae.

## Liste des sous-espèces et espèces
Selon ITIS :
- Evolvulus alsinoides (L.) L.
- Evolvulus arizonicus Gray
- Evolvulus convolvuloides (Willd. ex J.A. Schultes) Stearn
- Evolvulus filipes Mart.
- Evolvulus glomeratus Nees & Mart.
- Evolvulus grisebachii Peter
- Evolvulus nummularius (L.) L.
- Evolvulus nuttallianus J.A. Schultes
- Evolvulus sericeus Sw.
- Evolvulus squamosus Britt.
- Evolvulus tenuis Mart. ex Choisy